# Robert C. Moellering
Robert C. Moellering Jr. (* 9. Juni 1936 in Lafayette (Indiana); † 20. Februar 2014) war ein US-amerikanischer Mediziner, der sich mit Infektionskrankheiten befasst.  Er war Professor an der Harvard Medical School.
Moellering studierte an der Valparaiso University in Indiana mit dem Bachelor-Abschluss 1958 als Bester seines Jahrgangs und an der Harvard Medical School (Abschluss cum laude 1962) und absolvierte seine Facharztausbildung in innerer Medizin und Infektionskrankheiten am  Massachusetts General Hospital (Internship, Residency). 1967 bis 1969 war er dort Research Fellow für Infektionskrankheiten und 1969/70 Clinical Fellow. 1980 wurde er Chefarzt und Chairman des Departments für Medizin am New England Deaconess Hospital, was er auch nach der Fusion mit dem Beth Israel Hospital zum Beth Israel Deaconess Medical Center (einem Lehrkrankenhaus der Harvard Medical School) 1996 bis 2005 blieb. 1999 wurde er Hermann L. Blumgart Professor für Medizin an der Harvard Medical School.
Er befasste sich besonders mit Antibiotika (Tests und Wirkmechanismen) bei Infektionskrankheiten und Antibiotikaresistenz. Zum Beispiel erkannte er die Effizienz von kombinierter Therapie von Enterokokken-Infektionen (die zum Beispiel Endokarditis verursachen) mit Streptomycin und Gentamicin, das an den Ribosomen angreift, und Penicillin, das an der Zellwand angreift. Dies erhöhte die Heilungsraten von Endokarditis durch Enterokokken von 40 auf über 80 Prozent. Moellering erkannte ihre Bedeutung als Krankenhauserreger mit besonderer Antibiotikaresistenz. Er war an klinischen Tests neuer Antibiotika wie Vancomycin und Linezolid beteiligt und erforschte Resistenzbildung dagegen, zum Beispiel erforschte er den Resistenzmechanismus von Enterokokken gegen Vancomycin und identifizierte und sequenzierte die verantwortlichen Gene. Seine Gruppe identifizierte auch die Genmutationen, die für die Resistenz von Staphylococcus aureus gegen Vancomycin verantwortlich sind.
2006 erhielt er den Maxwell Finland Award und 2008 den Alexander Fleming Award.  Außerdem erhielt er den Hoechst-Roussel Award der American Academy of Microbiology, deren Fellow er war, er erhielt den Feldman Preis der IDSA und die  Garrod Medal der British Society for Antimicrobial Chemotherapy. 1985 bis 1995 war er Herausgeber von Antimicrobial Agents and Chemotherapy. 1991 war er Präsident der Infectious Diseases Society of America (IDSA). 2002 wurde er Ehrenmitglied der Ludwig Heilmeyer Gesellschaft. 1980 wurde er Ehrendoktor der Valparaiso University.